# Dostupnyy Point
Der Dostupnyy Point (englisch; russisch Мыс Доступный Mys Dostupny, deutsch ‚Kap Verfügbar, Verfügbares Kap‘) ist eine Landspitze an der Küste des ostantarktischen Enderbylands. Sie liegt 13 km östlich der Molodjoschnaja-Station am Ufer der Alaschejewbucht.
Russische Wissenschaftler benannten sie. Das Antarctic Names Committee of Australia übertrug diese Benennung ins Englische.